# بورياباف (همت أباد)
بوریاباف (بالفارسية: بوریاباف) هي مستوطنة تقع في إيران في قسم همت أباد الريفي. يقدر عدد سكانها بـ 190 نسمة .